# Dús Márton
Dús Márton (Muraközi Márton) (? – 1622) sárospataki tanár, költő.

## Élete
Több hazai, különösen a sárospataki gimnáziumban elvégezvén tanulását, 1617-ben I. Rákóczi György pártfogása mellett külföldre, nevezetesen Marburgba ment tanulni, hol mint a fejedelem alumnusai egyikét említi Szenczi Molnár Albert 1615. december 1.-jén a Secularis concio evangelica (Oppenheim, 1618.) című munkájának ajánló levelében; 1618. április 7.-én Heidelbergbe ment át, ahol különösen Poreus Dávid előadásait látogatván, folytatta hittani pályáját, s már 1622-ben pataki tanárrá lett Szenczi B. János helyén, olyképen, hogy főtanár volt Filiczki János, Dús pedig segéde (conrector). De hivatalát egy évig sem viheté, mert meghalt a nagy pestisben 1622-ben. Szenczi Molnár Albert „istenes és tudós atyafinak" irja Dúst, ki az ő ügyéről is megemlékezett „testamentom levelében". Igy ő egyike volt Szenczi Molnár Albert jótevőinek.

## Munkái
- Disputatio metaphysica de causa et causato. Marburg, 1618.
- Disputatio theologica de justificatione hominis peccatoris coram Deo. Heidelberg, (1620.)
- Gyászköltemény, melyet Károlyi Zsuzsána fejedelemnőnek, Bethlen Gábor erdélyi fejedelem hitvesének halálára irt. Gyulafehérvár, 1624. (Exequiarum Caeremonialium Susannae Károlyi cz. könyvben.)

Írt még több verset is, nevezetesen Egri Lázár Gáspár tiszteletére, ennek Heidelbergben 1619-ben megjelent értekezésében; két Üdvözlő verset (Carment gratulatorium) Aszalós Mihálynak tiszteletére, midőn az Strenae Symbolicae c. könyvét Marburgban 1618-ban kiadta s ugyanannak Heidelbergben 1618-ban Athanaz vallástételéről tartott értekezése alkalmából.
Nevét Martinius D. Muraközi s M. D. M. irta.